# Associazione Calcio Lanciano 1980-1981
Questa pagina raccoglie le informazioni riguardanti l'Associazione Calcio Lanciano nelle competizioni ufficiali della stagione 1980-1981.

## Rosa
| N. |                   | Ruolo | Calciatore            |
| -- | ----------------- | ----- | --------------------- |
|    | Italia (bandiera) | A     | Stefano Angelucci     |
|    | Italia (bandiera) | A     | Fabio Cancellier      |
|    | Italia (bandiera) | P     | Leandro Casagrande    |
|    | Italia (bandiera) | C     | Alessandro Chierigato |
|    | Italia (bandiera) | C     | Marcello Di Camillo   |
|    | Italia (bandiera) | D     | Sandro Ferrari        |
|    | Italia (bandiera) | A     | Antonio Fiorillo      |
|    | Italia (bandiera) | A     | Nicola Fucci          |
|    | Italia (bandiera) | A     | Franco La Farciola    |
|    | Italia (bandiera) | C     | Luigi Marcolongo      |
|    | Italia (bandiera) | D     | Marcello Marfisi      |
|    | Italia (bandiera) | A     | Michele Marullo       |
|    | Italia (bandiera) | C     | Giacomo Masciantonio  |

| N. |                   | Ruolo | Calciatore         |
| -- | ----------------- | ----- | ------------------ |
|    | Italia (bandiera) | C     | Guido Mazzetti     |
|    | Italia (bandiera) | A     | Mario Menna        |
|    | Italia (bandiera) | D     | Luigi Orfeo        |
|    | Italia (bandiera) | P     | Franco Orlando     |
|    | Italia (bandiera) | D     | Fabrizo Paolini    |
|    | Italia (bandiera) | C     | Gianni Pasquini    |
|    | Italia (bandiera) | D     | Vittorio Pocorobba |
|    | Italia (bandiera) | C     | Armando Ravioli    |
|    | Italia (bandiera) | A     | Massimo Scalingi   |
|    | Italia (bandiera) | C     | Giuseppe Silva     |
|    | Italia (bandiera) | D     | Maurizio Traini    |
|    | Italia (bandiera) | D     | Nicola Ussia       |

## Risultati

### Campionato

#### Girone di andata
| 28 settembre 1980 1ª giornata | Mestre | 1 – 1 | Lanciano |  |

| 19 ottobre 1980 2ª giornata | Lanciano | 2 – 0 | Monselice |  |

| 9 novembre 1980 3ª giornata | Civitanovese | 0 – 0 | Lanciano |  |

| 30 novembre 1980 4ª giornata | Anconitana | 1 – 1 | Lanciano |  |

| 21 dicembre 1980 5ª giornata | Adriese | 1 – 1 | Lanciano |  |

| 18 gennaio 1981 6ª giornata | Venezia | 3 – 2 | Lanciano |  |

| 5 ottobre 1980 7ª giornata | Lanciano | 1 – 0 | Osimana |  |

| 26 ottobre 1980 8ª giornata | Conegliano | 3 – 0 | Lanciano |  |

| 16 novembre 1980 9ª giornata | Maceratese | 1 – 1 | Lanciano |  |

| 7 dicembre 1980 10ª giornata | Lanciano | 3 – 0 | Cattolica |  |

| 4 gennaio 1981 11ª giornata | Lanciano | 1 – 2 | Padova |  |

| 25 gennaio 1981 12ª giornata | Lanciano | 0 – 0 | Mira |  |

| 12 ottobre 1980 13ª giornata | Teramo | 1 – 0 | Lanciano |  |

| 2 novembre 1980 14ª giornata | Lanciano | 0 – 0 | Chieti |  |

| 23 novembre 1980 15ª giornata | Lanciano | 1 – 1 | Pordenone |  |

| 14 dicembre 1980 16ª giornata | Lanciano | 1 – 1 | Città di Castello |  |

| 11 gennaio 1981 17ª giornata | Vis Pesaro | 1 – 2 | Lanciano |  |

#### Girone di ritorno
| 1º febbraio 1981 18ª giornata | Lanciano | 1 – 0 | Mestre |  |

| 22 febbraio 1981 19ª giornata | Monselice | 1 – 1 | Lanciano |  |

| 15 marzo 1981 20ª giornata | Lanciano | 1 – 1 | Civitanovese |  |

| 12 aprile 1981 21ª giornata | Lanciano | 1 – 0 | Anconitana |  |

| 10 maggio 1981 22ª giornata | Lanciano | 1 – 0 | Adriese |  |

| 31 maggio 1981 23ª giornata | Lanciano | 1 – 0 | Venezia |  |

| 8 febbraio 1981 24ª giornata | Osimana | 1 – 0 | Lanciano |  |

| 1º marzo 1981 25ª giornata | Lanciano | 1 – 0 | Conegliano |  |

| 29 marzo 1981 26ª giornata | Lanciano | 1 – 1 | Maceratese |  |

| 26 aprile 1981 27ª giornata | Cattolica | 1 – 2 | Lanciano |  |

| 17 maggio 1981 28ª giornata | Padova | 1 – 0 | Lanciano |  |

| 6 giugno 1981 29ª giornata | Mira | 1 – 1 | Lanciano |  |

| 15 febbraio 1981 30ª giornata | Lanciano | 0 – 0 | Teramo |  |

| 8 marzo 1981 31ª giornata | Chieti | 0 – 0 | Lanciano |  |

| 5 aprile 1981 32ª giornata | Pordenone | 0 – 0 | Lanciano |  |

| 3 maggio 1981 33ª giornata | Città di Castello | 2 – 1 | Lanciano |  |

| 24 maggio 1981 34ª giornata | Lanciano | 0 – 1 | Vis Pesaro |  |